# Szergej Nyikolajevics Kazakov
Szergej Kazakov (1976. július 8.) világbajnok és háromszoros Európa-bajnok orosz amatőr ökölvívó.

## Eredményei
- 1998-ban Európa-bajnok papírsúlyban.
- 2000-ben ezüstérmes az Európa-bajnokságon papírsúlyban.
- 2002-ben Európa-bajnok papírsúlyban.
- 2003-ban amatőr világbajnok papírsúlyban. A döntőben a kínai Cou Si-minget győzte le.
- 2004-ben Európa-bajnok papírsúlyban.
- 2004-ben  bronzérmes az olimpián papírsúlyban.
- 2005-ben a világbajnokságon a negyeddöntőben Bedák Páltól szenvedett vereséget, így nem szerzett érmet.